# غلان مارتينز
غلان مارتينز (بالإنجليزية: Glan Martins)‏ هو لاعب كرة قدم هندي في مركز الوسط، ولد في 1 يوليو 1994 في الهند. لعب مع سبورتينغ غوا.

## وصلات خارجية
- غلان مارتينز على موقع إي إس بي إن إف سي (الإنجليزية)
- غلان مارتينز على موقع قاعدة بيانات كرة القدم.إي يو (الإنجليزية)
- غلان مارتينز على موقع ناشيونال فوتبول تيمز (الإنجليزية)
- غلان مارتينز على موقع Soccerway.com (الإنجليزية)
- غلان مارتينز على موقع عالم كرة القدم.نت (الإنجليزية)